# Embalse de Peñarroya
El embalse de Peñarroya es una presa de uso hidroeléctrico y de abastecimiento situada en los términos municipales de Argamasilla de Alba y Ruidera, junto al Castillo de Peñarroya, dentro de los límites del parque natural de las lagunas de Ruidera.

## Historia
Los planes de la construcción del embalse de Peñarroya datan de 1917, pues dos años antes, en 1915, los municipios de Tomelloso y Argamasilla de Alba venían demandando la construcción de un embalse debido en parte a las continuas inundaciones. El ingeniero hidráulico, Rafael de la Escosura, proyectó la construcción del pantano en noviembre de 1917, que permitiría regar una superficie de 8000 hectáreas entre los municipios de Tomelloso, Argamasilla de Alba y Campo de Criptana. En 1944, los terrenos en los que se construiría el pantano, se encontraban ya preparados para albergar el mismo, habiéndose construido el canal de desviación del Guadiana Alto y las casetas de electricidad y telefónica, entre otros. Las obras de construcción comenzaron en 1947 y el embalse fue inaugurado el 23 de mayo de 1959 por el ministro de obras públicas del régimen franquista Jorge Vigón.

## Características
Se trata de una presa para el almacenamiento de agua para el regadío, además de disponer una central hidroeléctrica al pie de la misma y el agua embalsada se utiliza para el abastecimiento de las poblaciones de Tomelloso y Argamasilla de Alba.
El volumen de agua embalsada es de 50 hm³ y una superficie inundada de 425 ha. El embalse tiene una altura de 44 metros y una longitud de coronación de 251 metros.